# Nicolás Bravo
Pour les articles homonymes, voir Bravo.
Nicolás Bravo Rueda, né le 10 septembre 1786 à Chichihualco, près de Chilpancingo, Nouvelle-Espagne et mort le 22 avril 1854 à Chichihualco au Mexique, est un soldat, combattant et héros de l'indépendance, homme d'État, président du Mexique. Il se distingue particulièrement lors de la Guerre américano-mexicaine entre 1846 et 1848.
Il est également le cinquième membre du deuxième conseil de régence, membre du premier triumvirat mexicain, vice-président, président par intérim et enfin président du Mexique sous la république centraliste.

## Biographie

### Carrière
Pendant la guerre d'indépendance du Mexique (1810–1821), Bravo se bat aux côtés de José María Morelos dans le sud. En 1811, il rejoint les forces de Hermenegildo Galeana et obtient le commandement de la province de Veracruz. Il est également chargé de la défense du Congrès de Chilpancingo. En 1817, il est fait prisonnier par les royalistes espagnols et ce n'est qu'en 1820 qu'il retrouve la liberté. 

### Débuts en politique
Il se rallie au Plan d'Iguala et, le 27 septembre 1821, il entre à Mexico en vainqueur avec Agustín de Iturbide. Le 28 septembre 1821, le Vice-roi de Nouvelle-Espagne, Juan O'Donojú, signe l'acte d'indépendance du Mexique, Bravo est alors nommé conseiller d'État par l'assemblée constituante et devient co-régent du Mexique occupant ainsi la cinquième place du conseil de régence. En 1823, il est déclaré Benemérito de la Patria (Héros de la Patrie).

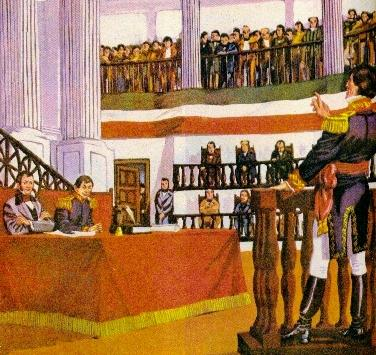
Assis, Guadalupe Victoria, président du Mexique, et Nicolas Bravo, alors vice-président, présentant la nouvelle constitution au congrès en 1827.

Quand Agustín de Iturbide est couronné Empereur du Mexique, il s'y oppose par les armes et forme un gouvernement à Oaxaca. Bravo lève une armée et marche sur Mexico. Quand Iturbide abdique, Bravo est vice-président de Guadalupe Victoria (président du Mexique de 1824 à 1829). Seulement deux élites politiques se forment, le parti conservateur, qui est plus pour un régime loyaliste, conservant les valeurs du Premier Empire du Mexique, et le parti libéral, qui est à l'opposé des conservateurs à cause de son républicanisme et de son radicalisme. Bravo, ancien compagnon de Iturbide et ex-membre du conseil de régence, rejoint le parti conservateur. 
Durant l'année 1827, le parti libéral gagne en influence et en pouvoir. Craignant que son camp ne perde définitivement ses positions privilégiées, Bravo conduit une insurrection militaire (connues sous les noms variés de Révolution de Tulancingo, du nom de la principale ville d'où elle démarre, ou Révolte de Montaño, d'après une figure politique mineure qui la conduit en premier) contre l'armée fédérale contrôlée par les libéraux. La rébellion est un fiasco ; lancée le 23 décembre 1827, elle n'attire que quelques centaines de rebelles et part en morceaux lorsque Bravo est capturé le 7 janvier 1828. Malgré des voix qui s'élèvent pour demander son exécution, Bravo est exilé au Chili. Il rentre au Mexique en 1829 lors d'un changement de gouvernement.

### Parcours politique
Il exerce différentes fonctions gouvernementales et en 1839, il est nommé président par intérim. En 1842, il devient réellement président de la république, il gouverne du 26 octobre de cette année jusqu'au 4 mai 1843. Après son mandat, il occupe de nouveau la présidence par intérim du 24 juillet au 4 août 1846. Pendant la guerre américano-mexicaine, Bravo combat contre les américains ; le 13 septembre 1847, il est fait prisonnier lors de la bataille de Chapultepec.
Nicolás Bravo se retire ensuite de la vie publique et le 22 avril 1854 on le retrouve mort aux côtés de son épouse à Chilpancingo, certains prétendent qu'ils ont été empoisonnés. Bravo est enterré dans la paroisse de Chilpancingo, puis, en 1903, ses restes sont transférés en la cathédrale de Mexico, ils sont à nouveau déplacés en 1925 dans le mausolée situé à la base de la colonne d’El Ángel de la Independencia, où il repose finalement en compagnie de ceux de Juan Aldama, Ignacio Allende, Vicente Guerrero, Miguel Hidalgo y Costilla, José Mariano Jiménez, Mariano Matamoros, Francisco Javier Mina, José María Morelos y Pavón, Andrés Quintana Roo, Leona Vicario et Guadalupe Victoria,.